# Bucculatrix cantabricella
Bucculatrix cantabricella är en fjärilsart som beskrevs av Pierre Chrétien 1898. Bucculatrix cantabricella ingår i släktet Bucculatrix och familjen kronmalar. Inga underarter finns listade i Catalogue of Life.